# ポルトガル・マムルーク海上戦争
ポルトガル・マムルーク海上戦争（ポルトガル・マムルークかいじょうせんそう）は、インド洋で行われた、エジプト・マムルーク朝とポルトガルの海軍同士の戦いである。ポルトガルが喜望峰航路で1498年にインドに到達した後、インド洋での勢力拡大を図ったことで起きた。紛争は16世紀初頭の1505年に始まり、1517年のマムルーク朝滅亡まで続いた。

## 戦争

### 背景
1500年 - 1501年に派遣されたカブラル指揮下のポルトガル第2次インド派遣艦隊によるカリカット攻撃のあと、インドとエジプトとヴェネツィアを結ぶ香辛料貿易は輸送量が大幅に減少し、価格は暴騰した。
アラブ人の船も直接攻撃されていた。1503年にはインドから帰還中のエジプトの船が初めてポルトガルから略奪され沈められた。
1504年には17隻のアラブ人の船が、インドの港湾都市パナネでポルトガルに破壊された。

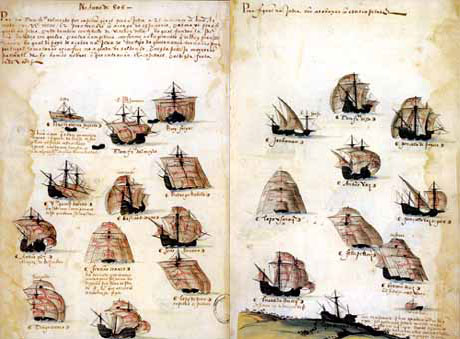
ポルトガル第7次インド派遣艦隊は1505年からインド洋で戦った

1504年に、マムルーク朝のスルタン、アシュラフ・カーンスーフ・ガウリーは初めて教皇に特使を派遣した。聖カタリナ修道院の大祭司長(Grand Prior)を送り、教皇がイスラム教徒に対するポルトガル人の狼藉を止めなかった場合、スルタンはレバントのキリスト教の聖地と、国内のキリスト教徒に破滅をもたらすと警告した 。
1504年、インド洋経由の香辛料貿易を必要とする点ではマムルーク朝と利害を共通するヴェネツィア共和国は、可能であればポルトガルの挑戦を排除することを望み、フランチェスコ・テルディを特使としてカイロに派遣した。
テルディは両国間にある程度の協力関係を構築する努力を行い、マムルーク朝に対してポルトガル船を阻止するように働きかけた。
ヴェネツィアが直接介入することはできないと主張する一方で、スルタンのアシュラフ・カーンスーフ・ガウリーに協力してインドと連携し、コーチンとカンヌールの支配者にはポルトガルへの禁輸を働きかけ、カンベイとカリカットのスルタンにはポルトガルと戦うように働きかけた。
このようにして、ヴェネツィアとマムルーク朝の間でポルトガルに対して何らかの同盟関係が結ばれた。
なお、ヴェネツィアがマムルークに武器と熟練した船員を供給したと非難する声がカンブレー同盟戦争中にはあった。
しかし、（スルタン本人はともかく）マムルークたちの海軍作戦への関心は極めて低いものだった。
「ポルトガル相手の戦争は主に海上での戦いとなった。これはマムルーク達にとって未知の領域であり、海軍とそれに関連するすべてのものは、土地志向のマムルーク騎士によって軽蔑された」
ポルトガルは紅海を封鎖し続け、ムスリムの商船を拿捕していた。

### マムルーク遠征（1505年）
1505年、マムルーク朝のスルタンアシュラフ・カーンスーフ・ガウリーはポルトガル勢力に対する最初の遠征を命じた。艦隊はオスマン帝国から運ばれた木材と武器で建造され、乗組員と船大工は東地中海全域で募集された。
遠征隊は、アミール・フセイン・アル＝クルディの指揮下に11月にスエズを出発し、海を渡ってジェッダに向かった 。
その後、艦隊はアデンに向かう準備をした。
これは、フランシスコ・デ・アルメイダの指揮下にポルトガル第7次インド派遣艦隊がインド洋に送られたのと同時期だった。
1506年、アフォンソ・デ・アルブケルケの指揮する別のポルトガル艦隊がムスリム艦隊を倒した後、アラビア海岸とアフリカの角を襲撃し始めた。
1507年にはポルトガルの約20隻の艦隊が紅海に入り、そこでインド船を襲撃し、マムルーク朝とインドとの貿易をほぼ崩壊させた。
ポルトガル人は紅海経由のマムルーク貿易を遮断するために1507年にソコトラ島に基地を作ろうとした。だが、島の自然環境があまりにも厳しく、また、目的を果たすためには効果的ではなかったため、ポルトガルは数か月後に島を離れた。
一方、1507年8月から9月、約50隻のマムルーク艦隊がアデンに駐留していた。これはインドに向かう準備のためだった。

### チャウルの戦い（1508年）
1507年、再びアミール・フセイン・アル＝クルディの指揮下に、インドに艦隊が派遣された。
マムルーク朝は、当時インドで一番の海軍を有していたイスラム教国のグジャラート・スルターン朝と同盟を結んだ。
艦隊はディーウで暖かく歓迎された。ダルマチア出身のマムルークで当時グジャラートに仕えていたマリーク・アヤースも艦隊に加わった。
合同した艦隊は、チャウルの沖でポルトガル艦隊と激突した。戦いは連合軍の勝利に終わり、ポルトガル艦隊を率いていたロウレンソ・デ・アルメイダは戦死した。ロウレンソは当時のポルトガル領インドの副王フランシスコ・デ・アルメイダの息子だった 。

### ディーウの戦い（1509年）
戦いの結果、チャウルで捕虜になったポルトガル人の解放と息子の死への復讐を求め、フランシスコ・デ・アルメイダが自ら艦隊を率いて出撃した。
ポルトガルは最終的に、1509年のディーウ沖の海戦でマムルーク艦隊を排除することに成功した。
マムルークの抵抗により、ポルトガル人は紅海貿易を完全に阻止できなかった。しかし、供給の中断によって、エジプトでの香辛料価格は非商業的なレベルにまで暴騰した。

## 外交

### ヴェネツィア式外交術

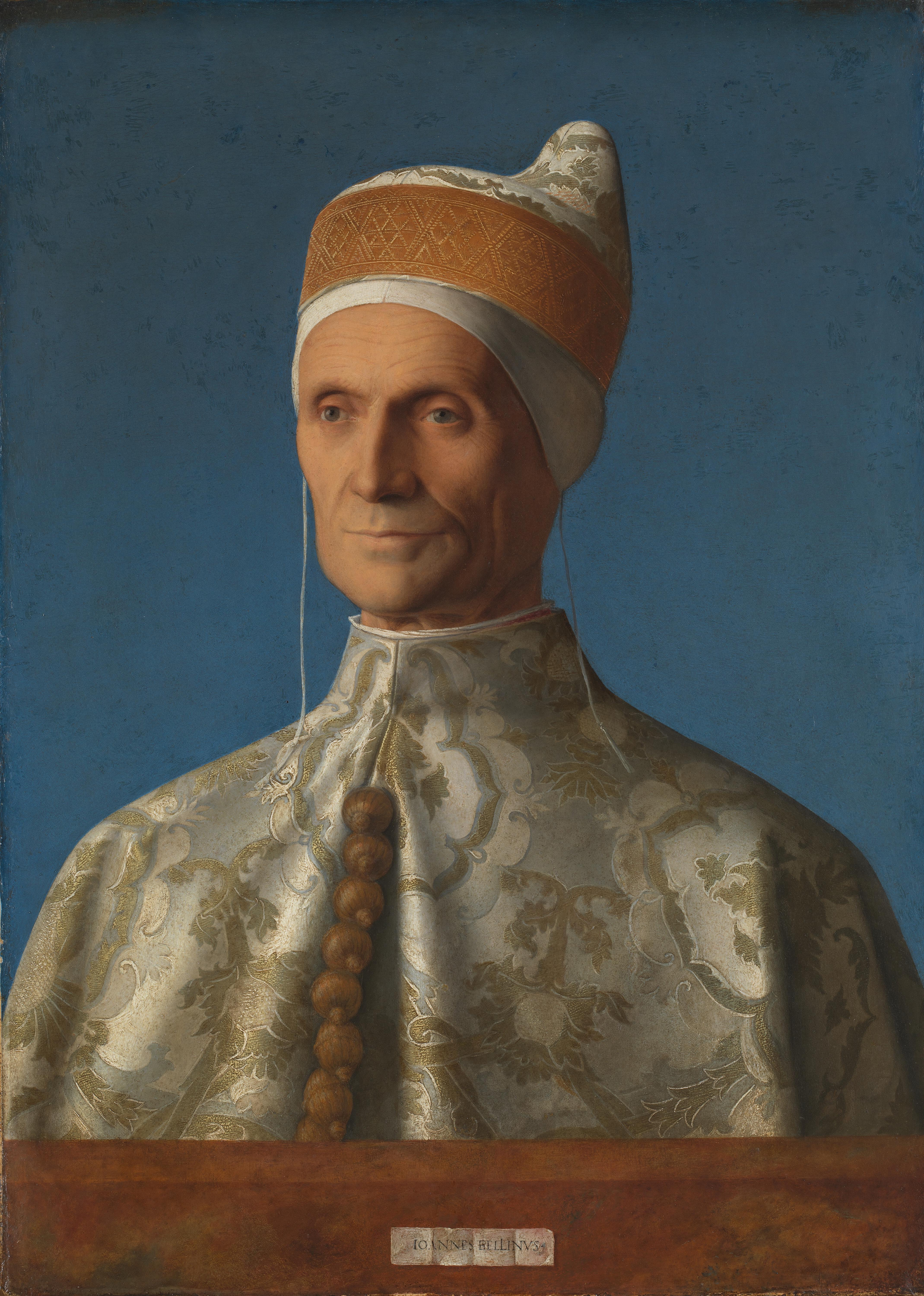
レオナルド・ロレダンの執政下、ヴェネツィアは、ポルトガルに対抗するべくマムルーク朝とオスマン帝国を支援した。

マムルーク朝は再びポルトガルに対抗するためにヴェネツィアの助力を得ようとした。この関係を守るため、教皇に対しても外交的な働きかけを行った。
オスマン・ヴェネツィア戦争 (1499年-1503年)のアンドレア・グリッティによる1503年の平和条約の署名以来、オスマン帝国と平和を維持していたヴェネツィアは、オスマン帝国との平和を維持し続け、1511年に平和条約を更新した。オスマン帝国は、ポルトガルとの紛争でマムルーク朝に加担することになった。

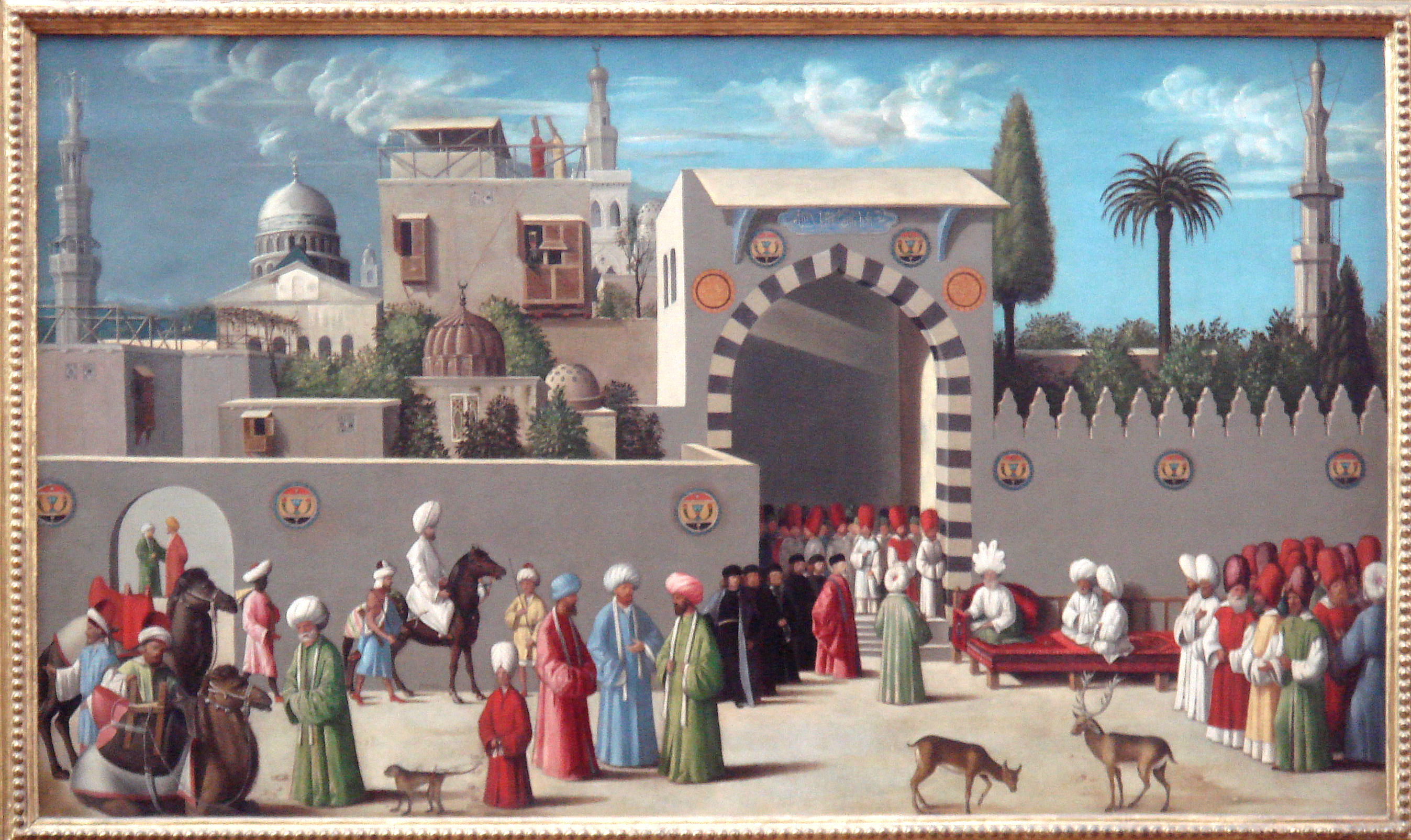
1511年、ダマスカスのマムルーク朝の太守に派遣されたヴェネツィア大使。ジョヴァンニ・ベッリーニ工房製作。

条約によって、ヴェネツィアが保有するキプロスなどの地中海の港をオスマン帝国が利用できるようになった。
ヴェネツィアはまたカンブレー同盟戦争でのオスマン帝国の支持を要請したが、こちらは無駄だった。
1513年、マムルーク朝とベネチア間の商業協定がカイロでドメニコ・トレヴィザン大使によって署名された。

### アルブケルケによるポルトガル・ペルシア同盟の締結の試み
一方、マムルーク朝側の新たな遠征を恐れていたポルトガルは、ペルシアとの和解を企図し、インド洋の北岸にポルトガルの基地を得てオスマン帝国とマムルークの東部に脅威を与えるため同盟の確立に努めた。アルブケルケはゴアでサファヴィー朝のイスマーイール1世が派遣した大使と会見し、返書を用意すると共にルイ・ゴメスを大使として送り出した。
シャー・イスマイルへの手紙の中で、アルブケルケはマムルークおよびオスマン帝国に対する共同攻撃を提案した。
もしシャーが陸上でスルタンを倒すことをお望みでしたら、海上で我が主人である国王陛下の艦隊が大いに頼みとなることでしょう。シャーがカイロとその王国全土を支配するのは必然であり、大した障害はないと確信しております。我が主人は海からトルコ人との戦いを大いに手助けするでしょう。つまり、海上では我が主人の艦隊が、陸上ではシャーご自身の軍隊が、ともに敵に大損害を与えるのです—アルブケルケからシャー・イスマイルへの書簡

## ポルトガルの紅海戦役（1513年）
ポルトガルは、ディーウの戦いでの勝利と、インド洋でのライバルのイスラム艦隊の排除に続いて、イスラム商船隊の組織的な破壊に努めた。
1513年、アルブケルケは、インドとマムルーク朝の貿易を完全に停止させるとともに、マムルーク艦隊をインドに送りこむ計画を阻止するために、紅海に対する遠征を主導した。
1513年2月7日、彼は、24隻の船に1,700人のポルトガル人と1,000人のインド人を乗せてゴアを出発した。アルブケルケは1513年3月26日、 紅海の入り口にあるアデンに上陸し、街を奪おうとしたが、撃退された。
彼は紅海に出帆し、カマラン島の港を破壊した（1513年6月および7月）。逆風のためにジェッダに行くことはできず、その後再びアデンを砲撃した後、インドに撤退した。
アルブケルケは紅海を経由するスパイス貿易を完全に止めることはできなかったので、ヨーロッパとインドのスパイス貿易の独占には失敗した。しかし、この遠征はスエズのマムルーク港と聖地メッカとメディナへの大きな脅威であり、マムルーク朝のスルタンに多大な圧力をかけた。スルタンはポルトガルに対抗するために、昔からのライバルであるオスマン帝国の助力を求めるほかなかった。

## オスマン・マムルーク戦争（1514年–1517年）

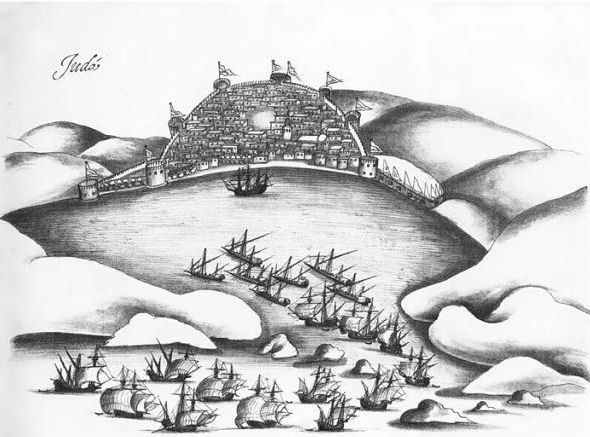
マムルーク朝とオスマン帝国のセルマン・レイスは1517年のポルトガルの攻撃からジェッダを守った

1514年から1516年にオスマン帝国はポルトガルに対抗するべくマムルーク朝に協力した。
彼らは、オスマン帝国の指揮官だったセルマン・レイスと火器を提供した。セルマン・レイスはマムルーク朝の部隊に入り、おそらくオスマン帝国のスルタンセリム1世の希望に反して、2,000人の武装したレバンテ人のグループを率い、1514年4月にスエズでスルタン・カーンスーフと会った 。
ジェッダとアレクサンドリアにも砲兵による防御が確立された。
対ポルトガル戦線への兵力集中は、最終的にはオスマン帝国と対峙しているレバント方面でのマムルーク朝の戦力を弱めるという効果をもたらした。また、艦隊整備にマムルーク朝のスルタンは約400,000ディナールという莫大な出費を要した。
ポルトガル人によるインドとエジプト間の香辛料貿易の混乱に続いて、セルマン・レイスは1515年に19隻のマムルーク艦隊をインド洋に導いた。艦隊は1515年9月30日にスエズを出た。艦隊には3,000人の兵士も含まれ、うち1,300人はトルコ兵だった。
艦隊はカマランに要塞を建設したが、1516年9月17日にイエメンとアデンの占領は失敗した。
艦隊は1517年にポルトガルに対してジェッダを守ることができたが、それまでにオスマン帝国とマムルーク朝の間の戦争は激化していた。
その結果、ポルトガル人はインド亜大陸に交易拠点を確立し、マムルーク朝の主要な収入源であったヨーロッパへの香辛料貿易に割り込むことができた。
マムルーク朝は財政的に立ちゆかなくなり、最終的に、オスマン・マムルーク戦争によって陸上で敗れ、オスマン帝国のセリム1世によって征服された。カイロは1517年1月26日にオスマン帝国に占領され、マムルーク朝の崩壊につながった。

## オスマン帝国による上書き
オスマン帝国はインド洋に強いプレゼンスを確立し、16世紀の残りの間にそれをさらに発展させることになった。オスマン帝国はマムルーク朝から領土だけでなくインド洋でポルトガルと戦うという任務をも引き継いだ。
特に1525年には18隻の艦隊と299の大砲でアデンとイエメンを占領した提督セルマン・レイスを送り込み、ポルトガル勢力に後退を強いた。
しかしオスマン帝国による1538年のディーウ攻囲戦は失敗した。
一方、エジプトは大国としての地位を失い、インド洋貿易で得ていた富も失い、以後3世紀の間は主役の座を降りて背景役に甘んじることになった。